# Фенин, Мартин
Ма́ртин Фе́нин (чеш. Martin Fenin; род. 16 апреля 1987 года в Хебе) — чешский футболист, нападающий.

## Карьера

### Клубная

#### Теплице
Начал заниматься футболом в возрасте шести лет в детской команде клуба «Теплице», в течение десяти последующих лет выступал за детские и юношеские команды этого клуба. В сезоне 2003/04 дебютировал в главной команде клуба, провёл за неё пять матчей, забил один мяч, в последующие сезоны постепенно закрепился в основном составе. За примерно четыре года, проведённых им в основной команде «Теплице», сыграл 77 матчей в чемпионате, забил в них 15 голов. В сезоне 2004/05 его клуб занял 3-е место в чемпионате Чехии. В те же годы выступал за юношеские сборные Чехии различных возрастов. Принимал участие в чемпионате мира по футболу среди игроков до 20 лет 2007 года, на котором его команда заняла 2-е место, а он забил три мяча, из них один в проигранном финале в ворота аргентинцев. Вскоре Фенином заинтересовался «Ювентус», но когда игрок узнал, что туринский клуб собирается отдать его после покупки в аренду в «Дженоа» или «Удинезе», то отказался от перехода.

#### Айнтрахт
В конце декабря 2007 года Фенин подписал контракт с «Айнтрахтом», сумма трансфера составила 4 млн евро (по другим данным, 3,5 млн евро) и в январе следующего года дебютировал за клуб, сделав в своём первом матче хет-трик.
В сезоне 2008/09 отдал 11 голевых передач.
Регулярно выходит на поле в составе клуба (около 60 матчей за два года). В сезоне 2010/11, окончательно потерял место в основе, проиграв конкуренцию Халилу Алтынтопу, Теофанису Гекасу и Яннису Аманатидису.

#### Дальнейшая карьера
В последний день трансферного окна, 31 августа 2011 года, перешёл в другой немецкий клуб, «Энерги Котбус».
В январе 2013 года перешёл в Пражскую «Славию». 1 января 2014 года стал свободным агентом.
2 апреля 2014 года решил вернуться в «Теплице». В конце сезона 2013/14 казалось, карьера для него закончилась, но тренер «Теплице» Зденек Шчасный решил оставить его в команде.
С августа 204 года выступает за французский «Истр».
Летом 2016 года перешел в «Брно». Чтобы получить место в клубе, его отправили в молодёжную команду. 17 января 2017 стал свободным агентом.

### Сборная
Во взрослой сборной Чехии дебютировал 22 августа 2007 года в матче с Австрией (1:1). Был включён в заявку сборной на ЧЕ-2008, однако на поле не вышел, поскольку тренер использовал проверенную связку «Барош-Коллер». Всего провёл за сборную 10 матчей (из них три в отборочном турнире ЧЕ-2008 и пять в отборочном турнире ЧМ-2010), забил один мяч (11 октября 2008 в ворота Польши, счёт матча 1:2). После поражения чехов в отборочном турнире ЧМ-2010 от словаков (1:2) шесть игроков чешской сборной, в том числе и Фенин, были отчислены из неё (как сообщается, навсегда) за то, что сразу после этого матча участвовали в вечеринке, на которой присутствовали проститутки.
15 октября 2011 года попал в больницу с кровоизлиянием в мозг из-за передозировки.

## Статистика выступлений за сборную
| Матчи Мартина Фенина за сборную Чехии | Матчи Мартина Фенина за сборную Чехии | Матчи Мартина Фенина за сборную Чехии | Матчи Мартина Фенина за сборную Чехии | Матчи Мартина Фенина за сборную Чехии | Матчи Мартина Фенина за сборную Чехии | Матчи Мартина Фенина за сборную Чехии |
| ------------------------------------- | ------------------------------------- | ------------------------------------- | ------------------------------------- | ------------------------------------- | ------------------------------------- | ------------------------------------- |
| №                                     | Дата                                  | Оппонент                              | Счёт                                  | Голы                                  | Соревнование                          |                                       |
| 1                                     | 22 августа 2007                       | Австрия                               | 1:1                                   | -                                     | Товарищеский матч                     |                                       |
| 2                                     | 8 сентября 2007                       | Сан-Марино                            | 3:0                                   | -                                     | Отборочный матч ЧЕ 2008               |                                       |
| 3                                     | 17 октября 2007                       | Германия                              | 3:0                                   | -                                     | Отборочный матч ЧЕ 2008               |                                       |
| 4                                     | 21 ноября 2007                        | Кипр                                  | 2:0                                   | -                                     | Отборочный матч ЧЕ 2008               |                                       |
| 5                                     | 26 марта 2008                         | Дания                                 | 1:1                                   | -                                     | Товарищеский матч                     |                                       |
| 6                                     | 11 октября 2008                       | Польша                                | 1:2                                   | 1                                     | Отборочный матч ЧМ 2010               |                                       |
| 7                                     | 15 октября 2008                       | Словения                              | 1:0                                   | -                                     | Отборочный матч ЧМ 2010               |                                       |
| 8                                     | 19 ноября 2008                        | Сан-Марино                            | 3:0                                   | -                                     | Отборочный матч ЧМ 2010               |                                       |
| 9                                     | 28 марта 2009                         | Словения                              | 0:0                                   | -                                     | Отборочный матч ЧМ 2010               |                                       |
| 10                                    | 1 апреля 2009                         | Словакия                              | 1:2                                   | -                                     | Отборочный матч ЧМ 2010               |                                       |
| 11                                    | 22 мая 2010                           | Турция                                | 1:2                                   | -                                     | Товарищеский матч                     |                                       |
| 12                                    | 25 мая 2010                           | США                                   | 4:2                                   | 1                                     | Товарищеский матч                     |                                       |
| 13                                    | 11 августа 2010                       | Латвия                                | 4:1                                   | 1                                     | Товарищеский матч                     |                                       |
| 14                                    | 7 сентября 2010                       | Литва                                 | 0:1                                   | -                                     | Отборочный матч ЧЕ 2012               |                                       |
| 15                                    | 4 июня 2011                           | Перу                                  | 0:0                                   | -                                     | Товарищеский турнир                   |                                       |
| 16                                    | 7 июня 2011                           | Япония                                | 0:0                                   | -                                     | Товарищеский турнир                   |                                       |